# Голуб і лелека
 «Голуб і лелека» — байка українського письменника  Микити Годованця

## Тема
Тема алегоричного твору розкривається у діалозі між птахами. Голуб – осілий птах, а лелека відлітає восени, щоб з весняним теплом повернутися у рідний край. По-різному звучать монологи домашнього Голуба і перелітного Лелеки. Голуб озивається короткими репліками, а мова Лелеки барвиста і образна. Байка Микити Годованця на патріотичну тему, про почуття любові до рідної країни, її мови, культури, історії.  

## Композиція байки
Байка складається з двох частин: основної і моралі. Спочатку йде оповідна, потім мораль як висновок.   

## Алегоричні образи
Микита Годованець   створив алегоричні образи голуба і лелеки.  
Лелека – символ любові до батьків, символ сімейного благополуччя. адже лелеки приносять діток. образ людини, яка любить рідний край, поспішає до отчого дому. Шанує мову, звичаї.

## Художні засоби
Автор використовує епітети:  «страшна зима», «вічне літо», Метафори: туга гірко в серце б'є», «Зове Вітчизна й путь далека» . Порівняння:  «летиш, як з вирію Лелека»
Афоризми:   «Нехай живеш на чужині щасливо, А туга гірко в серце б’є », «Зове Вітчизна й путь далека, І ти летиш, як з вирію Лелека В гніздо своє». 